# Stefan Thiele (Kunsthistoriker)
Stefan Thiele (* 1981 in Karl-Marx-Stadt) ist ein deutscher Kunsthistoriker.

## Leben
Thiele studierte von 2001 bis 2006 an der Universität Leipzig die Fächer Kunstgeschichte, Klassische Archäologie und Evangelische Theologie. Dort wurde er 2012 mit einer Dissertationsschrift über das Doberaner Münster zum Dr. phil. promoviert. Thiele arbeitet im Schloßbergmuseum Chemnitz, in dem er als Kurator und ab August 2024 als Leiter tätig ist. Er ist Autor zahlreicher Veröffentlichungen zur sächsischen Kunst- und Kirchengeschichte sowie zur Denkmalpflege. Ein Fokus seiner Arbeit liegt auf den Kirchenbauten in Chemnitz und im Umland. So hat Thiele unter anderem zur Stadtkirche St. Jakobi, zur Lutherkirche und zur Alten Kirche in Harthau sowie zur St.-Michaelis-Kirche in Altchemnitz publiziert. Sein Interesse gilt zudem den Kirchenbaumeistern Johann Traugott Lohse und Christian Friedrich Uhlig.
Er lebt in Chemnitz.

## Schriften (Auswahl)
- Sächsische Landkirchen zwischen Barock und Historismus: Die Kirchenbauten von Christian Friedrich Uhlig (1774–1848) (= Europäische Hochschulschriften, Reihe 28,  Kunstgeschichte, Band 419), Lang 2006, ISBN 978-3-631-55497-5
- Die Lutherkirche Chemnitz-Harthau. Festschrift zum 100. Kirchweihjubiläum am 24. August 2008 (= Harthau – Spuren suchen, Spuren finden, Heft 3), Chemnitz 2009, DNB 104261895X
- Die Alte Kirche Chemnitz-Harthau. Von der Dorfkirche zum Begegnungszentrum (= Harthau – Spuren suchen, Spuren finden, Heft 4), Chemnitz 2009, DNB 104262108X
- (Hrsg.) Die Stadt- und Marktkirche St. Jakobi zu Chemnitz: Festschrift zum 600. Jahrestag der Vollendung des Hallenchores, Verlag Heimatland Sachsen, Chemnitz 2012, ISBN 978-3-910186-86-6
- Die Zisterzienserklosterkirche zu Doberan. Forschung und Denkmalpflege am „Doberaner Münster“ im 19. und 20. Jahrhundert (= Beiträge zur Architekturgeschichte und Denkmalpflege in Mecklenburg und Vorpommern, Band 12), Thomas Helms Verlag, Schwerin 2016, ISBN 978-3-944033-07-5
- (mit Elke Flemming) 125 Jahre St. Michaeliskirche Chemnitz. Festschrift zum 125-jährigen Bestehen der Kirche am 3. Juli 2016, Chemnitz 2016, DNB 1119905249
- (mit Uwe Fiedler und Bernd Stephan): Der neue Glaube und die Kunst. Reformation und Konfessionalisierung im Spiegel der Kirchenausstattung. Begleitheft zur Sonderausstellung aus Anlass des Reformationsjubiläums 2017 im Schloßbergmuseum Chemnitz. Chemnitz 2017. ISBN 978-3-933248-03-9
- (mit Uwe Fiedler) Chemnitz 1945. Das Stadtbild vor und nach der Zerstörung, Sutton, Erfurt 2020, ISBN 978-3-96303-119-9
- Silber, Gold und Seide. Chemnitzer Kirchenschätze vom Mittelalter bis zur Gegenwart, (hrsg. von Frédéric Bußmann, Uwe Fiedler, Stefan Thiele), Schlossbergmuseum, Chemnitz 2020, ISBN 978-3-933248-09-1